# Суры (Новодеревеньковский район)
Суры́ — деревня в Новодеревеньковском районе Орловской области России. 
Входит в Суровское сельское поселение в рамках организации местного самоуправления и в Суровский сельсовет в рамках административно-территориального устройства.

## География
Расположено в 16 км к северо-западу от районного центра Хомутово и в 5 км к западу от административного центра Суровского сельского поселения (сельсовета), деревни Кулеши. Находится на относительно ровном живописном месте между двух оврагобалок, в одном из которых находится исток ручья Хороший (старое название Сурок) — приток реки Пшевка. С трёх сторон деревню окружают искусственные водоёмы с проточной водой.

## История
Название происходит от топонима (овраг Суры) и может носить как тюрко — язычное происхождение («су» — вода, ручей, водопой), так и финно — угорское («шур» — ручей, талая вода, ответвление оврага и даже просо — зерновая культура) и имеет языковую связь двух народов. Упоминается в Планах дач генерального и специального межевания Новосильского уезда за 1771 год. Статус села был получен в 1784 году, когда был построен первый храм и образовался самостоятельный приход. Этот храм во имя Казанской Божьей Матери был перевезён по воле владельца Суров генерала Глебова А. И. из другого его имения села Кириллова Новосильского уезда. Каменную церковь с приделом во имя святого Дмитрия Ростовского начали строить в 1842 году на средства уже другого помещика князя Долгорукова Н. А., а окончательно закончили и освятили в 1870 году при участии наследницы князя Екатерины Григорьевны Гагариной.
С 1860 года в селе имелась земская школа. Приход состоял из самого села и деревень: Александровки, Горенки, Корсеевки (Новая Слобода), Кулешей (Большие Кулеши), Малых Кулешей (в просторечии Городничевка [Кочетовка] — исчезнувшее поселение), Долы.
В селе установлен памятник воинам — землякам, погибшим во время Великой Отечественной войны и бюст участнику Первой мировой и герою Гражданской войн Чапаеву Василию Ивановичу.

## Население
| 1857 | 1859 | 1915 | 2002 | 2010 |
| ---- | ---- | ---- | ---- | ---- |
| 457  | ↗599 | ↗920 | ↘299 | ↘182 |

По приходским спискам, в 1857 году в селе насчитывалось 25 человек военного ведомства и 432 — помещичьих крестьян, и 52 двора. В 1915 году — 920 человек и 112 дворов.